# Paradise Lost (groupe)
Pour les articles homonymes, voir Paradise Lost.
Paradise Lost est un groupe de doom metal britannique, originaire de Halifax, fondé en 1988. Jouant à l'origine un doom metal teinté de death, ils ont fait évoluer leur style au fil des albums pour revenir finalement à un style proche de leurs premiers albums avec leurs derniers disques en date.

## Biographie

### Débuts et premiers albums (1988–1995)
À ses débuts, Paradise Lost s'inspire des groupes Black Sabbath, Kreator, Celtic Frost, Candlemass, Death, Morbid Angel, et Repulsion. En 1989, le groupe enregistre des cassettes audio de démos, puis signe avec le label Peaceville Records pour son premier album (enregistré à The Academy), Lost Paradise. Il est initialement bien accueilli par les fans et la presse spécialisée.
En novembre 1990, Paradise Lost revient à The Academy pour enregistrer son deuxième album. Gothic (également Peaceville), paru en 1991, incorpore des éléments mélodiques et gothiques, et devient finalement l'un des albums les plus influents du cercle metal extrême. L'album est considéré comme un classique, et est bien accueilli par les fans et la presse spécialisée. Ce disque va au-delà de la scène death-doom avec des éléments orchestraux et des parties vocales féminines effectuées par Sarah Marrion. Paradise Lost signe avec le label Music for Nations, et fait paraître en juillet 1992 Shades of God. L'album contient la chanson As I Die, plus tard devenue single/EP. Durant l'été 1993, le groupe travaille sur son quatrième album, Icon, commercialisé en septembre de la même année. L'album atteint la 31e place des classements musicaux allemands. Il solidifie la position du groupe sur la scène metal mainstream. Avec la parution de cet album, Paradise Lost devient également un groupe pionnier du sous-genre metal gothique. Les vocaux death sont cependant laissés de côté.
Le membre originel Matthew Archer quitte le groupe et est remplacé par l'ancien batteur du groupe Marshall Law, Lee Morris, en décembre 1994. Peu après, le groupe enregistre quelques démos pour leur cinquième album, Draconian Times, puis le font paraître en juin 1995. À l'occasion d'une interview pour Hard Force Magazine, Nick Holmes analyse le tournant décisif produit par cet album : « Il a beaucoup influencé notre carrière. On ne se portait déjà pas trop mal à l'époque. On faisait beaucoup de tournées et de concerts. Tourner avec Sepultura nous a fait connaître un franc succès. C'était pendant la tournée Icon/Chaos A.D., qui était un grand album pour eux aussi. On a vraiment gagné en reconnaissance. On a eu de la chance d'être au bon endroit, au bon moment. Les médias nous ont beaucoup suivis. Les années 90 ont été plutôt prospères pour nous ! »

### Expériences musicales (1997–2002)
Par la suite, sur l'album One Second (1997), le groupe transforme sa musique en abandonnant quelque peu le metal au profit d'un son plus rock et en faisant l'usage de sons électroniques. L'album devient l'un des plus importants du groupe, atteignant le haut des classements allemands et suédois, popularisant par la même occasion le groupe un peu partout ailleurs, à l'exception cependant de son Royaume-Uni natal où la formation aura toujours, paradoxalement, du mal à se faire une place.
Le groupe signe par la suite chez EMI Electrola en Allemagne pour son prochain album, Host, qui paraît en 1999, sur lequel il pratique un style majoritairement synthpop et électro-rock similaire à Depeche Mode. Cet album demeure l'un des plus controversés et incompris du groupe.
Sur l'album suivant, Believe In Nothing (2001), Paradise Lost revient au metal sans délaisser totalement l'électronique et pratique un style essentiellement axé sur le metal alternatif. En mai 2002, le groupe signe avec le label GUN Records ; l'album qui suit, Symbol of Life, confirme ce retour au metal et présente des influences industrielles en plus de l'électronique, au détriment des influences alternatives.

### DeParadise LostàFaith Divides Us - Death Unites Us(2005–2009)

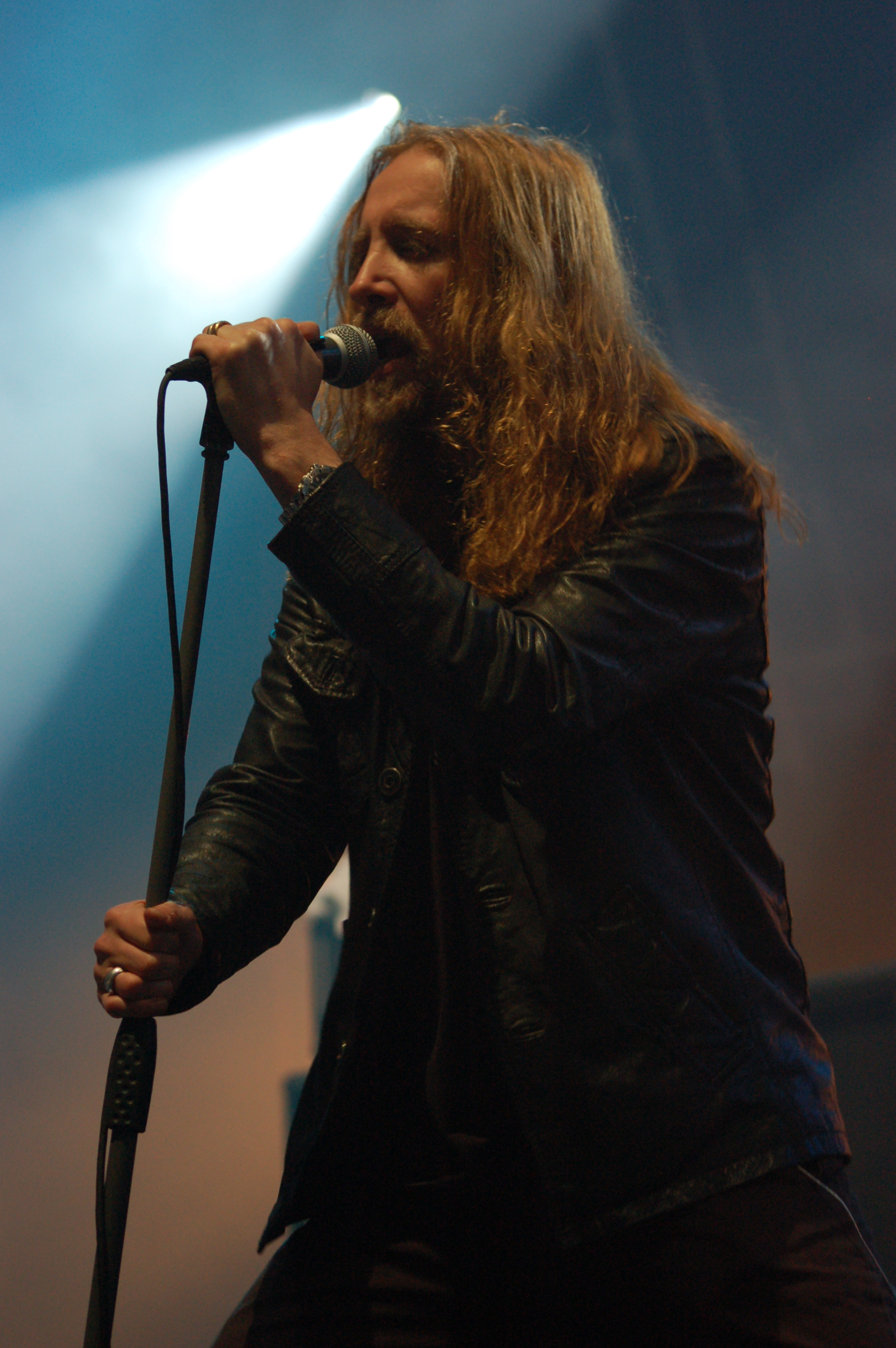
Nick Holmes au festival Metalmania 2007 à Katowice, Pologne.

En mars 2004, Morris quitte le groupe et se fait remplacer par Jeff Singer pour les albums à venir. Paradise Lost fait paraître son dixième album, un album éponyme en 2005 sur GUN Records. Ce dernier amorce le retour de Paradise Lost à ses racines.
Plus tard, le onzième album, In Requiem, est commercialisé au printemps 2007 au label Century Media ; il est généralement bien accueilli par les fans et la presse spécialisée, ravi de revoir le groupe plus heavy, jouant un son metal gothique similaire à leurs premiers albums comme Draconian Times,.
En novembre 2007, Century Media fait paraître le DVD Over the Madness, un documentaire de Diran Noubar sur l'impact de Paradise Lost dans la scène metal gothique. Le deuxième disque inclut des interviews et des répétitions en studio, entre autres. Le 13 août 2008, le batteur Jeff Singer annonce son départ du groupe sur le site officiel de Paradise Lost. Il souhaite rester plus proche de sa famille et avoir un nouveau travail. Paradise Lost annule alors sa prochaine tournée en Amérique du Sud. Peu après, le 28 août 2008, le site officiel de Paradise Lost annonce une nouvelle fois la tournée sud-américaine, et que Mark Heron du groupe Oceansize occupera la place de batteur.
Au début de 2009, Paradise Lost enregistre un album aux côtés du producteur Jens Bogren aux Fascination Street Studios d'Örebro, Suède. À cette période, Jeff Singer n'est pas remplacé à plein temps, et les morceaux de batterie sont joués par le batteur suédois Peter Damin. Le 16 mars 2009, leur nouvel album déjà terminé, le groupe engage Adrian Erlandsson (At the Gates, ancien membre de Cradle of Filth) comme batteur à plein temps. Le 18 juin 2009, Paradise Lost annonce officiellement Faith Divides Us Death Unites Us en guise de titre pour leur prochain album à paraître au label Century Media Records le 25 septembre 2009 en Allemagne, le 28 septembre 2009 dans le reste de l'Europe, et le 6 octobre 2009 aux États-Unis. La trajectoire amorcée sur In Requiem se concrétise sur cet album, qui voit Paradise Lost définitivement de retour dans les scènes doom metal et metal gothique.

### Tragic Idol,The Plague WithinetMedusa(depuis 2010)

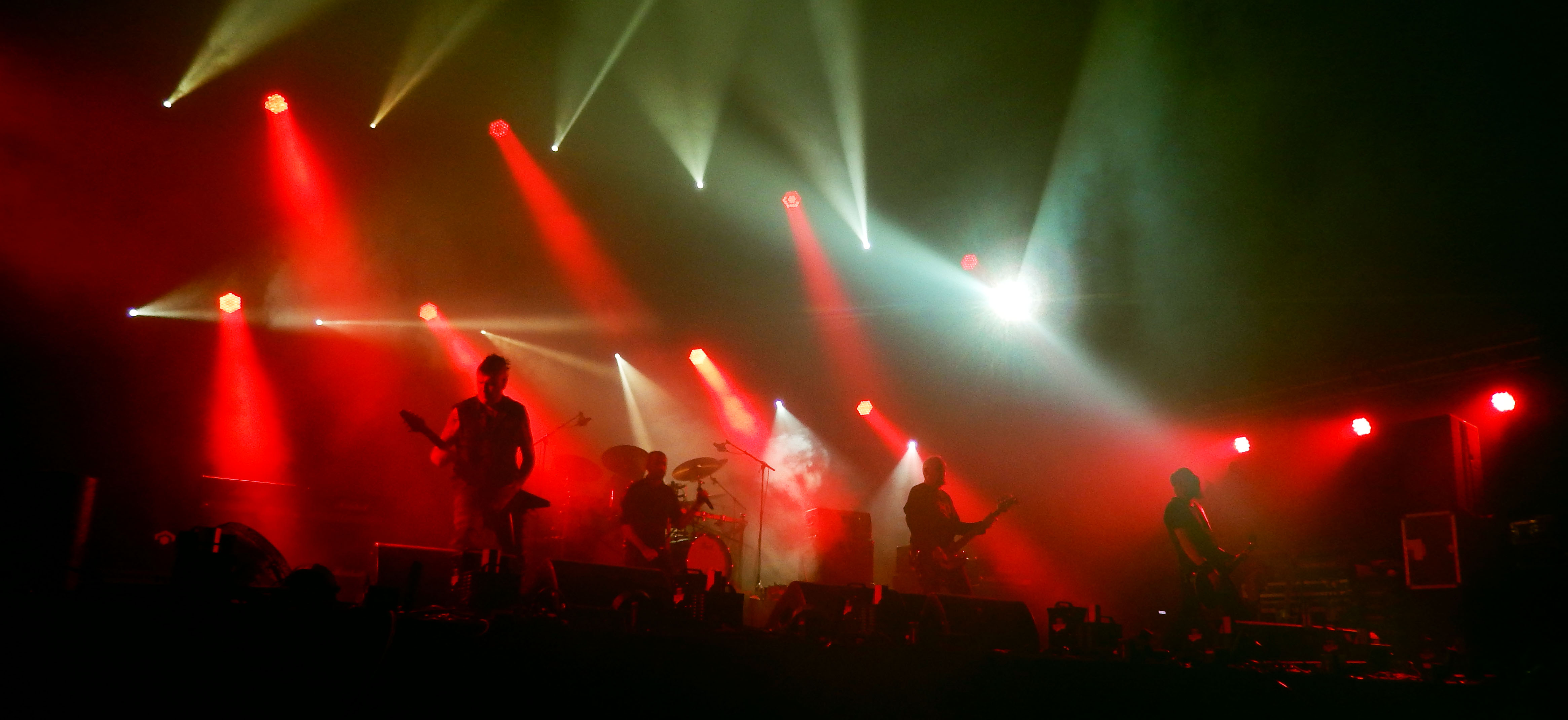
Paradise Lost au Motocultor en 2017

En 2010, Gregor Mackintosh fonde en compagnie de musiciens de My Dying Bride et Doom un groupe de death metal old-school nommé Vallenfyre.

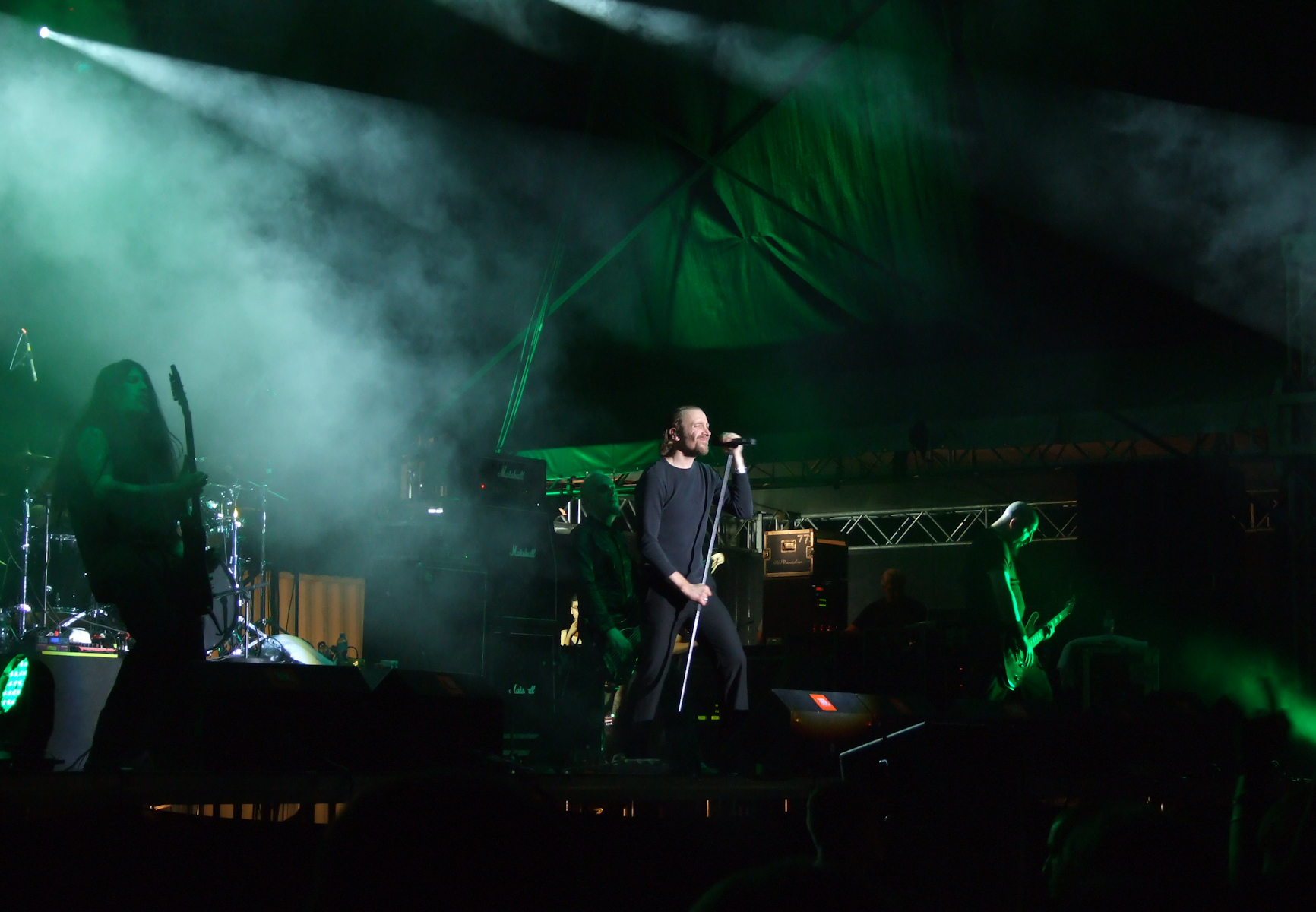
Paradise Lost, au Kavarna Rock Fest de 2011.

Paradise Lost participe au Jägermeister Stage du Ozzfest le 18 septembre 2010. Fin 2011, Paradise Lost commence l'enregistrement de son treizième album Tragic Idol aux Chapel Studios de Lincolnshire. L'album est commercialisé le 23 avril 2012.
Le 27 octobre 2013, un futur album est annoncé spécialement pour célébrer les 25 ans du groupe pour juin 2014. Une compilation de B-sides intitulée Tragic Illusion 25 est commercialisée le 5 novembre 2013.

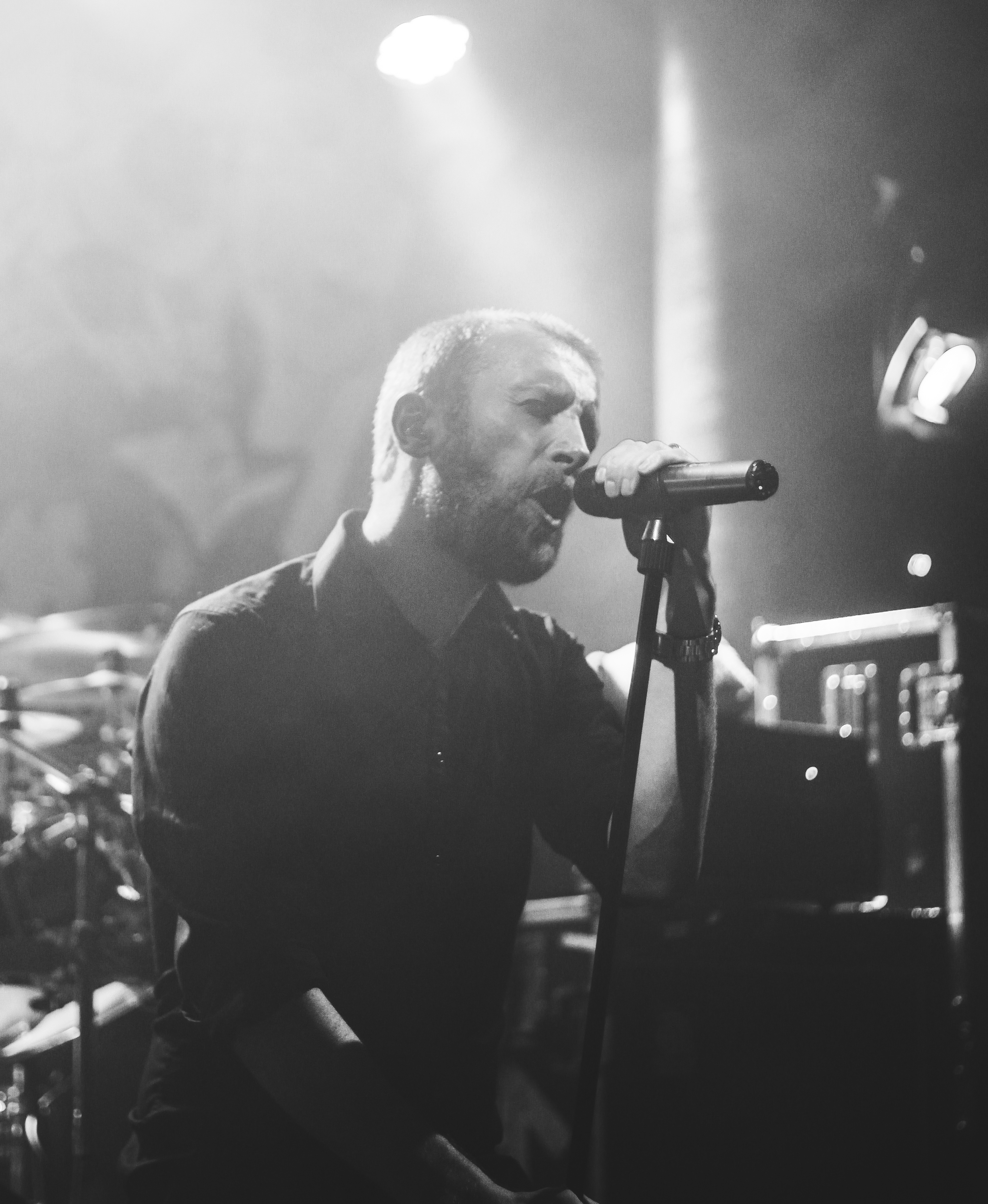
Nick Holmes (Live Lyon 2012)

En 2014, Nick Holmes devient le nouveau chanteur du groupe de death metal suédois Bloodbath.
En 2015, Paradise Lost sort The Plague Within, un album marquant un certain retour à des sonorités et vocaux plus dures. En 2016 le groupe donne une série de concerts, dont le Roadburn Festival, le Hellfest et le Fall of Summer, consacrés en grande partie à l'interprétation de leur second album, Gothic. La même année ils signent un contrat avec Nuclear Blast Records.
En 2017 paraît l'album Medusa, et en 2020 l'album Obsidian. En 2023, le groupe réenregistre l'album Icon.

## Récompenses
- 2017 : l'album Medusa est élu 8e meilleur album de l'année par la rédaction de La Grosse Radio[20]

## Membres

### Membres actuels
- Nick Holmes - chant (depuis 1988)
- Greg Mackintosh - guitare (depuis 1988)
- Aaron Aedy - guitare (depuis 1988)
- Steve Edmonson - basse (depuis 1988)
- Guido Zima - batterie (depuis 2023)

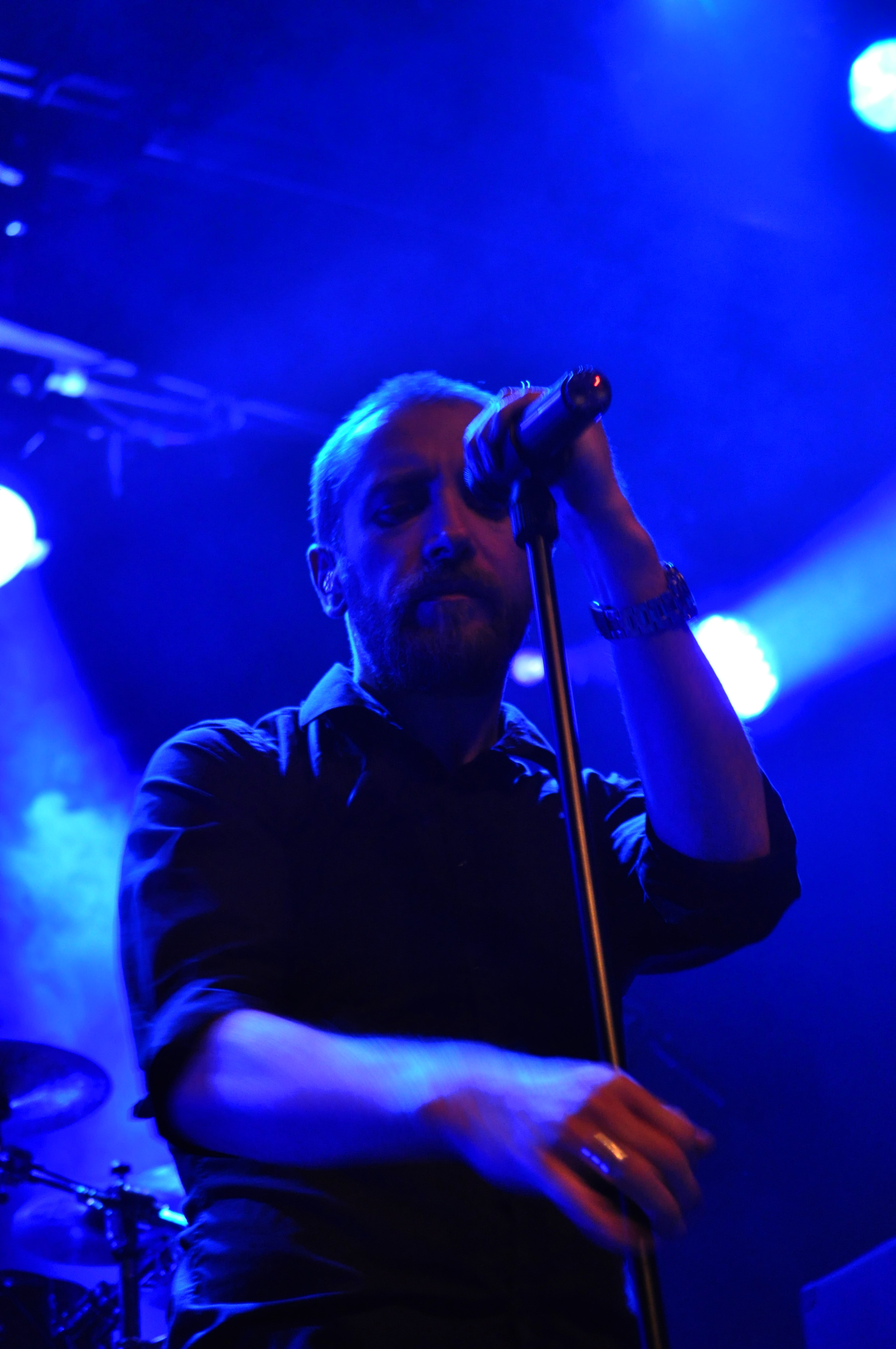
Nick Holmes à Nantes en 2012.
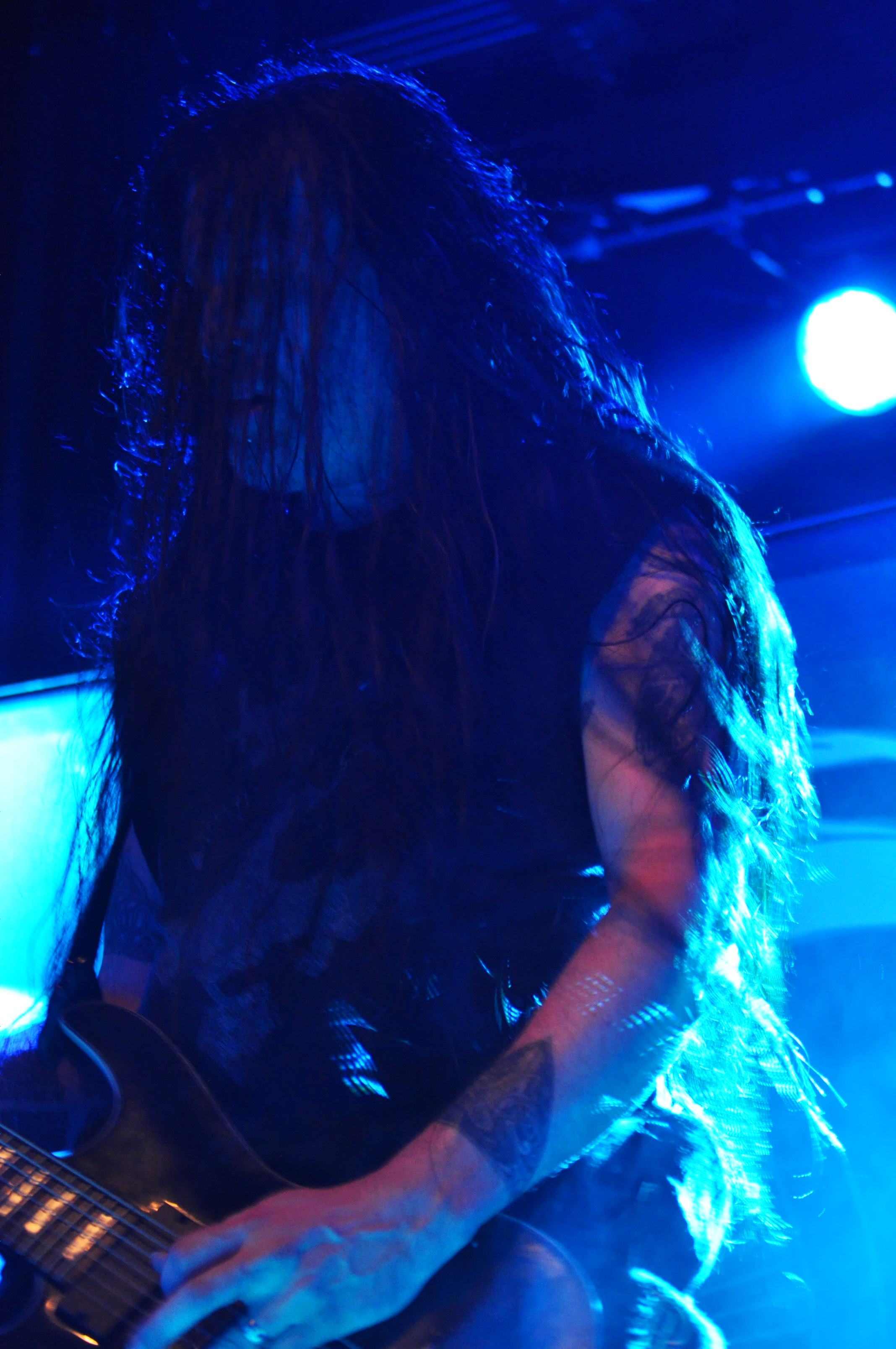
Greg Mackintosh au Stéréolux à Nantes en 2012.

### Anciens membres
- Matthew Archer – batterie (1988-1994)
- Lee Morris - batterie (1994-2004)
- Jeff Singer - batterie (2004-2008)
- Adrian Erlandsson - batterie (2009-2016)
- Waltteri Väyrynen - batterie (2016-2022)

### Musiciens de session
- Mark Heron - batterie (2008)
- Peter Damin – batterie (2009)
- Milton Evans - guitare (1999, 2009–2010), claviers, chants secondaires (2011)
- Andrew Holdsworth - Claviers (1993-1995)

## Discographie

### Albums studio
- 1990 : Lost Paradise
- 1991 : Gothic
- 1992 : Shades of God
- 1993 : Icon
- 1995 : Draconian Times
- 1997 : One Second
- 1999 : Host
- 2001 : Believe In Nothing
- 2002 : Symbol of Life
- 2005 : Paradise Lost
- 2007 : In Requiem
- 2009 : Faith Divides Us Death Unites Us
- 2012 : Tragic Idol
- 2015 : The Plague Within
- 2017 : Medusa
- 2020 : Obsidian

### Compilations
- 1997 : The Singles Collection
- 1998 : Reflection
- 2003 : At The BBC
- 2013 : Tragic Illusion 25

### Albums live
- 2008 : The Anatomy of Melancholy
- 2021 : At the Mill

## Videographie
- 2007 : Over the Madness : The Story of Paradise Lost - Pioneers of a Cult (documentaire)
- 2008 : The Anatomy of Melancholy (live)